# إفتشنكو ايه أي-14

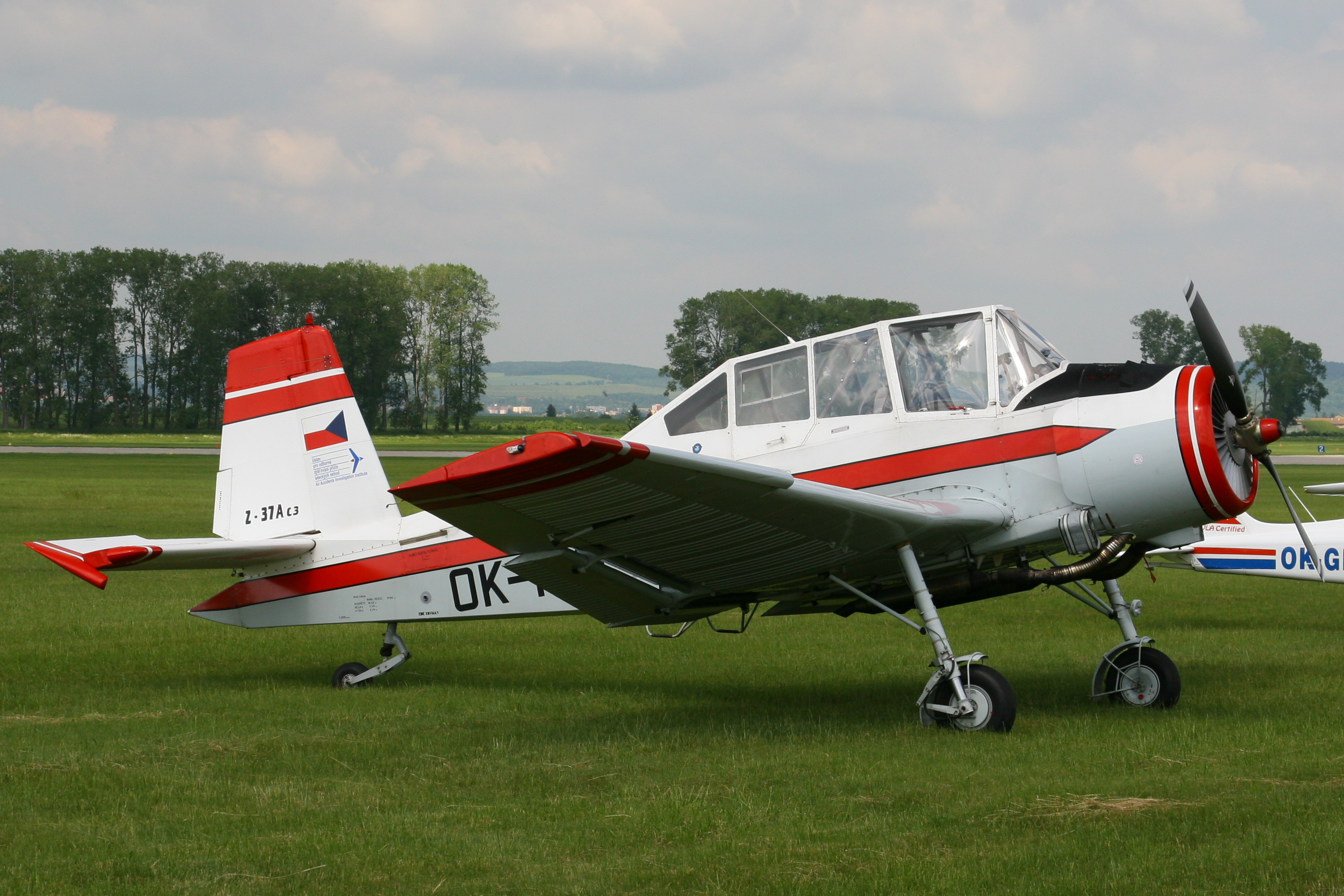
الطائرة الزراعية زلين زد 37

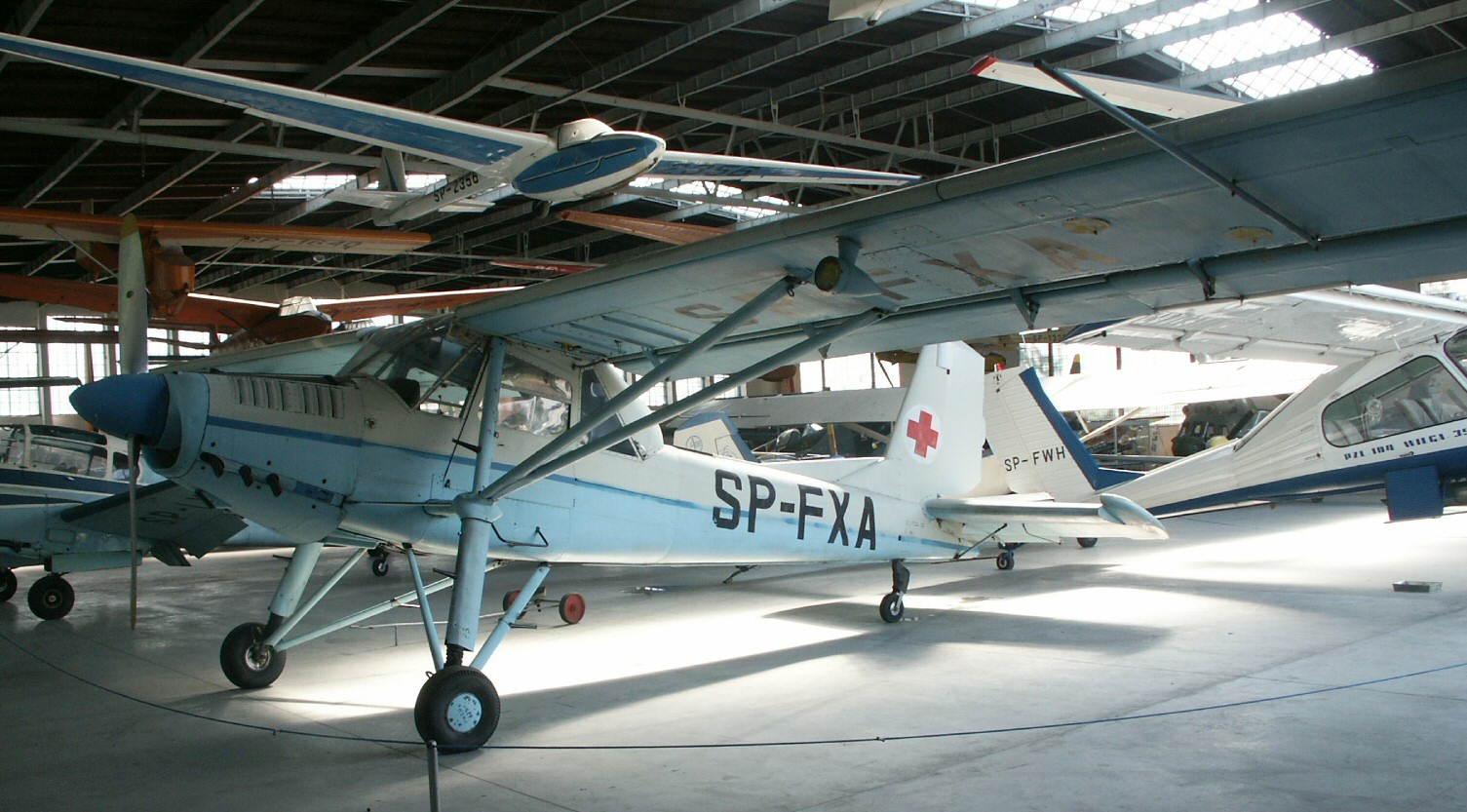
ايرو إل-60 بريجادير (إل- 60 إس)

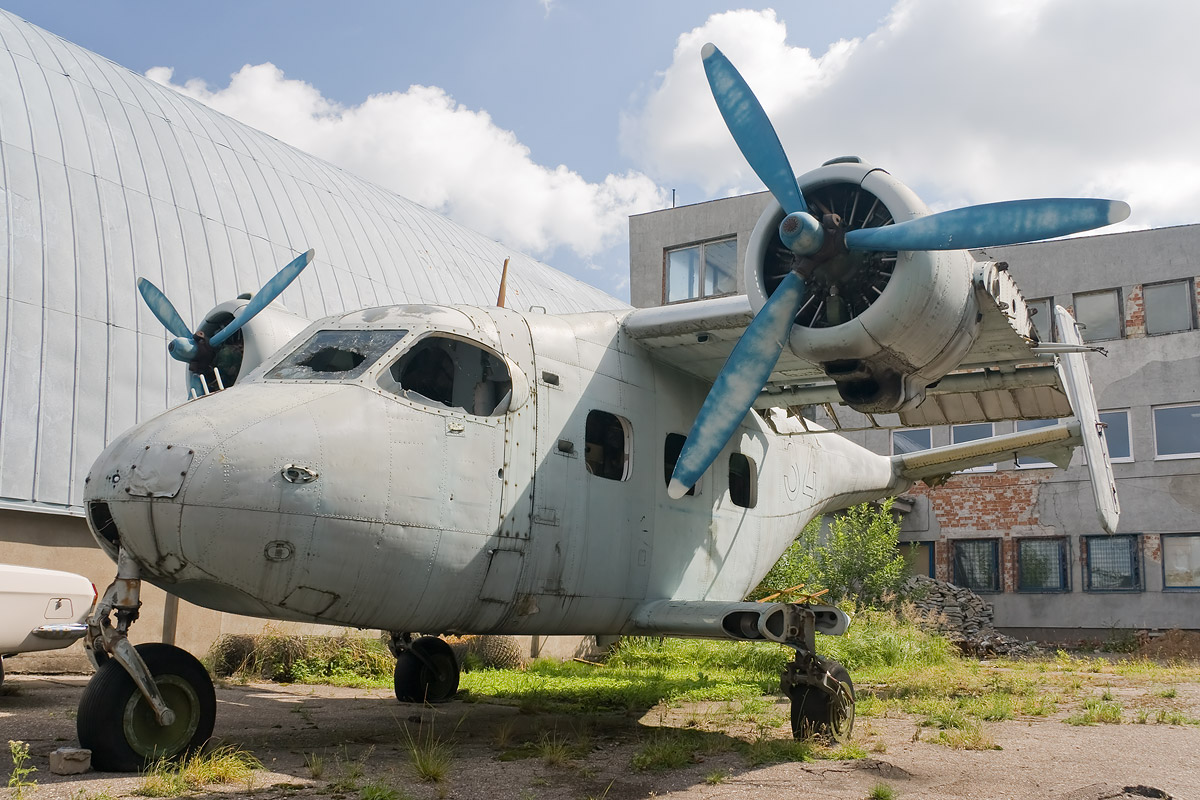
أنتونوف ايه إن-14

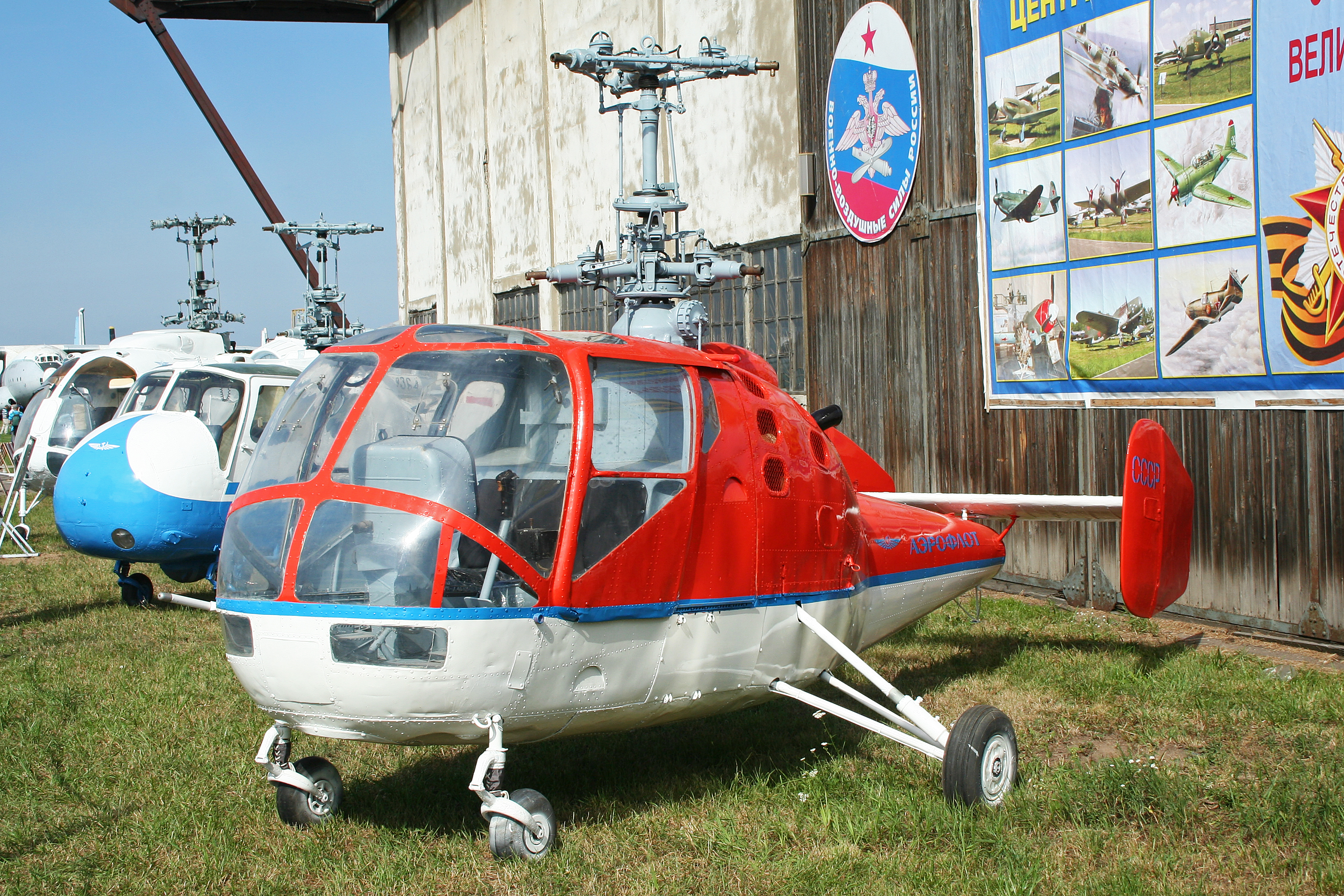
كاموف كا-15

إيفتشنكو ايه أي-14 (بالأوكرانية: ايه أي-14)  محرك شعاعي مكبسي، يتكون من 9 أسطوانات. صُمم في الاتحاد السوفيتي لتشغيل الطائرات.

## الأنواع
يُعد ايه أي-14 أر (ايه أي-14 بي) النوع الرئيسي من هذا المحرك، حيث خضع لتجارب في ديسمبر 1950 واستُخدم في أنواع متعددة من الطائرات الخفيفة. وصُنعت ألوف منه.
كان هناك أيضا النوع ايه أي-14 في، للمروحيات والتطبيقات الأخرى. استُخدم عادة ايه أي-14 أر مع مروحة دافعة ذات شفرتين وكان يبدأ بهواء مضغوط.
بصرف النظر عن  الاتحاد السوفيتي، أُنتجت نسخة من النوع ايه أي-14 أر (حاليا ايه أي-14 أر ايه) بواسط ة واسك-كاليش في بولندا من 1956 وحتى 2007.
طُور ايه أي-14 أر إف بواسطة إيفان فدينيف ليعطي 300 حصان. وتعتبر تطويراتها الأخرى هي عائلة محركات فدينيف إم 14 بي.
و تُعد النسخة التشيكوسلوفاكية أفيا إم 462 نسخة معدلة من  المحرك، حيث استُخدمت لتشغيل الطائرة الزراعية زلين زد 37.
كان تشوتشو إتش  إس-6 تسمية الإنتاج المرخص  لايه إل-14 في الصين.

## التطبيقات
- ايرو إل-60 بريجادير (إل- 60 إس)
- أنتونوف ايه إن-14 - ايه إل-14 أر إف
- أي سي ايه أي إس-23 - ايه إل- 14 أر إف
- كاموف كا-15 - ايه إل- 14 أر إف
- كاموف كا-18 - ايه إل-14 في إف
- كاموف كا-26
- نانشانج سي جيه-6
- بزل- 101 جاورون
- بزل-104 زيلجا
- سيرفر-2 (أيروسليد ارتكزت على سيارة الركاب  جاز-إم 20 فوبيدا)
- ياكوفليف ياك-12
- ياكوفليف ياك-18 (النوع ياك-18 ايه)

## المواصفات (ايفتشنكوايه أي-14)

### مواصفات عامة
- النوع:محرك طائرة شعاعي، مكون من 9 أسطوانات ويبرد بالهواء.
- قطر الأسطوانة: 105 مم.
- الشوط: 130 مم.
- سعة المحرك:618 بوصة مكعبة (10.13 لتر).
- الوزن:441 باوند (200كجم).

### المكونات
- شاحن توربيني سوبر:شاحن توربيني طارد مركزي أحادي السرعة، ومكون من مرحلة واحدة.
- نظام الوقود: مكربن هواء.
- نظام التبريد: يُبرد بالهواء.

### الأداء
- القدرة الناتجة: 260 حصان (194 كيلو وات) أثناء الإقلاع، و220 حصان (194 كيلو وات) أثناء الطيران.
- نسبة الانضغاط:1:5.9